# Адгамова, Сарвар Сабировна
Сарва́р Саби́ровна Адга́мова (тат. Сәрвәр Әдһамова; 23 марта (5 апреля) 1901 — 10 ноября 1978) — татарская советская детская писательница и переводчица. Член Союза писателей СССР (1945).

## Биография
Родилась в городе Троицк (ныне Челябинской области) в семье муллы 1-й соборной мечети 
Сабиржана Адгамова (1862—1909). В 1914 году окончила русское Александровское училище для девочек, 2 года занималась в частной татарской учительской школе, а в 1917 году поступила в Троицкую женскую гимназию «Дарелмэгаллимат» (окончила в 1919 году) и одновременно преподавала. В 1920—1923 годах обучалась на медицинском факультете Томского университета, работая при этом в школе и детдоме воспитателем у детей, вывезенных из голодающих районов Казанской губернии.
В 1923 году сопровождала детей, возвращающихся в Казань, где и осталась на постоянное место жительства, а в 1924 году вышла замуж за Кави Наджми, впоследствии ставшего известным писателем и даже возглавившего республиканскую писательскую организацию. В 1927 году у них рождается сын, которому дали имя Тансык. По окончании юридических курсов (1929—1931) при факультете советского строительства и права Казанского университета работала юрисконсультом в Центральном доме крестьянина. С 1932 года, после того как было опубликовано несколько её переводов произведений советских писателей, Адгамова становится литературным переводчиком на профессиональной основе.
Во второй половине 1930-х вместе с мужем была репрессирована как «националистка»: 4 января 1938 года её арестовали и через полгода, 11 августа, приговорили к 10 годам лагерей и 5 годам поражения в правах. Была этапирована в Сиблаг, но осенью 1940 года решением Верховного суда СССР полностью оправдана и освобождена. Кави Наджми, арестованный 2 июля 1937 года, был осуждён 19 марта 1939 года по статьям 58-2, 58-10 ч.1, 58-11 УК РСФСР за «контрреволюционная деятельность на литературном фронте», но был затем оправдан и освобождён в конце 1940, на год раньше жены, которая вернулась к семье, в Казань лишь накануне нового 1941 года. Во время Великой Отечественной занималась переводами публицистических статей и очерков о Героях Советского Союза.
Умерла в 1978 году в Казани.

## Творчество
В начале 1920-х, учась и работая в Томске, Сарвар Адгамова написала первое своё произведение для детей — пьесу «Картинка из сельской жизни». Начала печататься с 1924 года. Автор пьесы «Будь готов!» (1934), книг рассказов для детей «Друзья» (тат. Дуслар, 1948, рус. пер. 1959), «Мои сестры» (тат. Минем апалар, 1953), «Тубалбаш» (1958), стихов, а также воспоминаний о деятелях татарской литературы: Ш. М. Бабиче, Мусе Джалиле, Г. Ибрагимове, Ш. Камале,  и др.
В 1930 году был опубликован её первый профессиональный опыт литературного перевода на татарский язык — перевод повести Валентина Катаева «Растратчики». Потом переводила произведения Павла Бажова, Ванды Василевской, М. Горького, Петра Павленко, Михаила Пришвина, Александра Пушкина, Льва Толстого, Антона Чехова и др., а также Даниеля Дефо («Робинзон Крузо»), Джонатана Свифта («Гулливер в стране лилипутов»), сказки братьев Гримм («Сказки»). Перевела с казахского языка на татарский роман Мухтара Ауэзова «Абай».